# Feldherrenhügel
Der Feldherrenhügel bezeichnete früher den Standort des Feldherren während einer Schlacht. Hügel versteht sich dabei als der Ort mit möglichst gutem Überblick über das Schlachtfeld. Von dort aus wurde die Schlacht geleitet. 
Militärisch spielt der Feldherrenhügel heute keine Rolle mehr, hat sich aber in umgangssprachlichen Bezeichnungen wie fliegender Feldherrenhügel für luftgestützte Kommandozentralen oder fahrbarer Feldherrenhügel für Einsatzleitwagen der Feuerwehr erhalten.

## Verwendung als Metapher
Im übertragenen Sinne wird heute unter einem Feldherrenhügel eine Kommandozentrale oder der Ort verstanden, an dem wichtige Entscheidungen koordiniert und getroffen werden. Darüber hinaus ein Standort, der eine bestmögliche Übersicht für den Entscheidungsträger ermöglicht.